# Bauhinia seleriana
Bauhinia seleriana är en ärtväxtart som beskrevs av Hermann August Theodor Harms. Bauhinia seleriana ingår i släktet Bauhinia och familjen ärtväxter. Inga underarter finns listade i Catalogue of Life.